# Yrjö Vasari
Toivo Yrjö Kaarle Vasari (till 1936 Böök), född 7 maj 1930 i Kuopio, död 5 januari 2010 i Helsingfors, var en finländsk botaniker. 
Vasari blev student 1948, filosofie kandidat 1955, filosofie licentiat 1959 och filosofie doktor 1962. Han var assistent vid institutionen för propedeutisk botanik vid Helsingfors universitet 1956–1957, vid institutionen för geologi och paleontologi 1959–1966, forskningsassistent och yngre forskare vid Statens naturvetenskapliga kommission 1966–1969, biträdande professor i botanik vid Uleåborgs universitet 1969–1981 och svenskspråkig professor i ämnet vid Helsingfors universitet 1981–1993. Av hans förtroendeuppdrag kan nämnas ordförandeskapet i Professorsförbundets delegation och Professorsförbundet 1985–1988. Han publicerade närmare 150 kvartärpaleontologiska, paleoekologiska och botaniska arbeten.